# Запорожчино
Запорожчино (укр. Запорожчине) — село, Хорольская городская община, Лубенский район, Полтавская область, Украина.
Код КОАТУУ — 5324885705. Население по переписи 2001 года составляло 115 человек. В 2022 году в селе живет всего 67 человек.

## Географическое положение
Село Запорожчино находится на берегу реки Багачка, выше по течению на расстоянии в 1 км расположено село Иванцы, ниже по течению примыкает село Тарасовка. Река в этом месте пересыхает, на ней сделана запруда.

## История
Хутор приписан к Михайловской церкви в Ерковцах.
Село указано на трёхверстовке Полтавской области. Военно-топографическая карта.1869 года как хутор Запорожского.
Запорожчино образовано после 1945 года из поселений: Гаврилки и Запорожье (Запорожского).